# Dick Waterman
Dick Waterman (14. července 1935 – 26. ledna 2024) byl americký spisovatel, propagátor a fotograf, který měl vliv na vývoj a nahrávání blues od 60. let 20. století.

## Život a kariéra
Dick Waterman se narodil v Plymouthu ve státě Massachusetts 14. července 1935. V padesátých letech vystudoval žurnalistiku na Bostonské univerzitě, Přešel k psaní pro Broadside Magazine a později se stal jeho redaktorem. V roce 1963 začal propagovat místní show s bluesovými umělci, včetně takových jako byli Mississippi John Hurt, Booker "Bukka" White nebo Mississippi Fred McDowell, V roce 1964 se vydal do Mississippi na výpravu, která nakonec vedla k jeho „znovuobjevení“ legendárního bluesového zpěváka Sona Househo.
V návaznosti na to založil Avalon Productions, první rezervační agenturu speciálně vytvořenou pro zastupování bluesových umělců. Během několika let zastupoval takové osobnosti jako byli například: House, White, Hurt, Skip James, Sam "Lightnin'" Hopkins, Arthur Crudup, Junior Wells, J. B. Hutto a mnoho dalších. Propagoval také koncerty folkových a rockových kapel v oblasti Bostonu. Koncem 60. let se setkal s mladou kytaristkou a zpěvačkou Bonnie Raitt a povzbudil ji, aby zahájila dlouhou a plodnou hudební kariéru. 
Když zemřeli starší bluesoví umělci, Watermanovy povinnosti se přesunuly na péči o jejich majetek a na zajištění jejich dědiců. V 80. letech se přestěhoval do Oxfordu ve státě Mississippi a začal svou druhou kariéru publikováním fotografií bluesových, folkových, country a jazzových umělců, které pořizoval od počátku 60. let. Jeho kniha Between Midnight and Day: The Last Unpublished Blues Archive (Mezi půlnocí a dnem: Poslední nepublikovaný bluesový archiv) obsahuje asi 100 jeho fotografií od 60. let 20. století. 
V roce 1993 se Waterman zasloužil o umístění nového náhrobku na hrob Mississippi Freda McDowella s financováním od Bonnie Raitt přes Mt. Zion Memorial Fund, Waterman vzdával vzrušující hold McDowellovi, ranému mentorovi mladších hudebníků včetně Raitta, na slavnostním vysvěcení 6. srpna 1993 ve městě Como v Mississippi.
V roce 2000 byl uveden do Bluesové síně slávy jako jeden z prvních neúčinkujících, kteří byli takto oceněni. V roce 2014 v Memphisu získal cenu Keeping the Blues Alive za fotografii; v říjnu 2017 obdržel Brass Note na Beale Street v Memphisu. 
Waterman zemřel 26. ledna 2024 ve věku 88 let.